# Высшая аттестационная комиссия (Азербайджан)
Высшая аттестационная комиссия при Президенте Азербайджанской Республики (ВАК) — государственный орган в Азербайджанской Республике, который осуществляет аттестацию высококвалифицированных научных и научно-педагогических кадров, присуждение им научных степеней и званий, а также признание документов о научных степенях и званиях, присуждённых в иностранных странах. Комиссия также занимается аккредитацией научных учреждений (организаций), реализацией государственной политики и регулирования в этой сфере, а также участвует в формировании научного потенциала страны.
Комиссия подчиняется Президенту Азербайджанской Республики.
Высшая аттестационная комиссия (ВАК) была создана в 1992 году. Первым председателем Комиссии стал Заслуженный деятель науки Рауф Исмаилов.
ВАК является органом, обладающим статусом министерства.
С июня 2019 года Комиссию возглавляет профессор  Фамиль Мустафаев.

## Комитеты
В Комиссии действуют следующие экспертные советы:
- Экспертный совет по биологическим и аграрным наукам
- Экспертный совет по географии
- Экспертный совет по философии, педагогике, психологии и социологии
- Экспертный совет по филологическим наукам
- Экспертный совет по физике и астрономии
- Экспертный совет по юридическим наукам
- Экспертный совет по экономическим наукам
- Экспертный совет по химическим наукам
- Экспертный совет по математике и механике
- Экспертный совет по искусствоведению и архитектуре
- Экспертный совет по истории и политическим наукам
- Экспертный совет по техническим наукам (информатика и энергетика)
- Экспертный совет по техническим наукам (машиностроение и строительство)
- Экспертный совет по медицинским и фармацевтическим наукам
- Экспертный совет по геонаукам

## Руководители
- Рауф Абдулали оглы Исмаилов (1992)
- Азад Халил оглы Мирзаджанзаде (1992–2002)
- Ариф Шафаят оглы Мехтиев (2002–2016)
- Фамиль Фронт оглы Мустафаев (с 2019 года)